# Marie-France Mariam Cissé
 (juillet 2025).
 (juillet 2025).
Motif : personnalité non admissible selon WP:NPP car n'a jamais été élue au parlement de son pays. Absence de sources secondaires pérennes et de qualité
- Archive Wikiwix
- Bing
- Cairn
- DuckDuckGo
- E. Universalis
- Gallica
- Google
- G. Books
- G. News
- G. Scholar
- Persée
- Qwant
- (zh) Baidu
- (ru) Yandex
- (wd) trouver des œuvres sur Wikidata

| 1. | Préciser le motif de la pose du bandeau. | Précisez le motif de la pose du bandeau en utilisant la syntaxe suivante : {{admissibilité à vérifier\|date=juillet 2025\|motif=remplacez ce texte par le motif}}                              |
| 2. | Informer les utilisateurs concernés.     | Pensez à avertir le créateur de l'article, par exemple, en insérant le code ci-dessous sur sa page de discussion : {{subst:avertissement admissibilité à vérifier\|Marie-France Mariam Cissé}} |

Pour les articles homonymes, voir Cissé.
Marie-France Mariam Cissé est une femme politique ivoirienne, membre influente du Front populaire ivoirien (FPI).

## Biographie

### Engagement politique
Militante du Front Populaire Ivoirien (FPI) depuis l’âge de 17 ans, Marie‑France Mariam Cissé a gravi les échelons au sein de la jeunesse du parti, où elle a occupé le poste de secrétaire nationale chargée de l’administration et de l’organisation des manifestations. Proche de figures influentes telles qu’Aboudramane Sangaré et Justin Koua, elle est aujourd’hui membre de la direction du FPI, en charge de la reconstruction et du développement. De formation fiscaliste, elle revendique son attachement politique à Simone Gbagbo qu’elle considère comme une source d’inspiration. En 2015, son engagement l’a conduite à être incarcérée pendant plusieurs mois à la MACA à la suite d’un appel à manifester. Après sa libération, elle a renforcé sa présence dans les instances dirigeantes du parti. Le 2 novembre 2017, le magazine Jeune Afrique l’a classée parmi les 20 femmes politiques les plus influentes de Côte d’Ivoire, saluant ainsi son rôle croissant en tant que figure montante de la nouvelle génération du FPI.